# 世界がビビる夜
『世界がビビる夜』（せかいがビビるよる）とは、2014年からTBS系列で放送されているバラエティ特別番組である。

## 概要
世界中から集められた超常現象やオカルトなど（具体的にUMA・UFO）をランキング形式で見ていく。
専門家による解説もある。
姉妹番組『世界の怖い夜!』とは、怪奇映像とほぼ同じだがジャンルが異なる。

## 放送リスト
※放送日時は日本標準時。視聴率はビデオリサーチ関東地区調べ。
| 回数  | 放送日・時間                | タイトル                                    | 備考                |
| ----- | --------------------------- | ------------------------------------------- | ------------------- |
| 第1回 | 2014年3月27日 21:00 - 22:48 | 世界がビビる夜〜UFO・UMA・巨大生物を追え!   |                     |
| 第2回 | 2014年9月3日 19:56 - 21:54  | 世界がビビる夜                              | 『水トク!』枠で放送 |
| 第3回 | 2015年6月3日 19:56 - 21:54  | 世界がビビる夜〜UFO・UMA・ツチノコを追え!〜 | 『水トク!』枠で放送 |
| 第4回 | 2015年10月7日 19:00 - 21:54 | 世界がビビる夜〜UFO・宇宙人・謎の生物SP〜   | 『水トク!』枠で放送 |
| 第5回 | 2016年2月3日 19:00 - 21:54  | 世界がビビる夜                              | 『水トク!』枠で放送 |
| 第6回 | 2016年10月4日 19:00 - 20:54 | 世界がビビる夜                              |                     |

## 出演者

### MC
- 田村淳（ロンドンブーツ1号2号、第3回）

過去のMC
- 若林正恭（オードリー、第1 - 2回）

### アシスタント
- 鈴木奈々

過去のアシスタント
- 枡田絵理奈（TBSアナウンサー、第1 - 2回）

### レギュラー
過去のレギュラー
- 春日俊彰（オードリー、第1 - 2回）

### ゲスト

#### 第1回
- 泉谷しげる

#### 第2回
- 的場浩司
- 井浦新
- 鈴木奈々
- 丸高愛実

#### 第3回
- 的場浩司
- ハリセンボン
  - 近藤春菜
  - 箕輪はるか
- 澤部佑（ハライチ）
- 小島瑠璃子
- ダコタ・ローズ
- ねば〜る君
- 仮面女子

#### 第4回
- 的場浩司
- 安田顕
- 中尾明慶
- 篠原信一
- 佐野ひなこ
- 本田望結
- palet

#### 第5回
- 的場浩司
- 伊野尾慧（Hey! Say! JUMP）
- とにかく明るい安村
- 野呂佳代
- 藤田ニコル
- 寺田心
- GEM

#### 第6回
- 的場浩司
- 津田寛治
- 中岡創一（ロッチ）
- 岡井千聖（℃-ute）
- GEM

### 専門家
- 實吉達郎（動物研究家）
- 竹本良（宇宙人研究家）
- ハイメ・マウサン（UFO研究家）
- 山口敏太郎
- 三上丈晴（月刊ムー編集長）

### ナレーター
- 大森章督

## スタッフ
第7回（2017年6月21日放送分）
- 構成：ヒロハラノブヒコ、ビル坂恵（ビル→#2 - 7）、町田直也
- TP：深谷高史
- SW：岩沢忠夫
- CAM：岩田一己（#3・7）
- VE：水野博道（#2・3・5・7）
- MIX：松原瑞貴（#3・7）
- LD：富井泰良（ティ・エル・シー、#3 - ）
- 美術プロデューサー：森健彦
- デザイン：坪田幸之
- 美術進行：三上貴子
- 大道具製作：福田智広
- 大道具操作：成島好美（#1 - 5・7）
- アクリル装飾：石橋誉礼
- 電飾：中みつ子（#1・3・4・7）
- 生花装飾：藤原佐知子
- 技術協力：ニユーテレス
- 美術協力：フジアール
- メイク：ビューマックス
- 音響効果：吉田比呂樹（M-TANK、#1・2では音効と表記）
- TK：小国幸恵（TBG、#2・7）
- 編集：岩崎直樹（ヌーベルアージュ）
- MA：高山元（ヌーベルアージュ、#2・5）
- ロケ技術：だだだ（#2・5 - 7）、イメージランド（#7、#6は中継技術のみ）、ワークビジョン（#1・2・5 - 7）、グリップ
- CG：ドラゴンプーピクチャーズ
- イラスト：吉田友和
- ロケ協力：オールペットクリニック動物病院、セルシネ・エイム研究所、日本音響研究所
- 海外コーディネーター：Duo Creative Communications、Viento inc.
- 編成：高橋智大（TBS）
- 宣伝：奥住達也（TBS、#2 - 5・7）
- AD：小泉開渡、菊川裕二、関谷倫寿、濵田千佳、細田愛美
- AP：内田安妃子（#2はプロデューサーのみ）、新城絵梨
- ディレクター：田島与真（#1・2・4・5・7）、柴田貴幸（#5・7）
- 演出：千葉龍（千葉→#1・3・4 - 6は演出）
- プロデューサー：渡邊宏（#2は除く）、松岡満枝（#1・3・4はAP、#5 - 7はプロデューサー）
- 製作：ジッピー・プロダクション（#1・7）、TBS

### 過去のスタッフ
- 構成：大井洋一（#1）、三宅隆太（#2）、内堀隆史（#1 - 5）、鈴木悟史（#2 - 5）、塚本将太（#5）、成瀬正人（#6）
- CAM：小池悟志（#1）、藤本伸一（#2）、藤江雅和（#4 - 6）
- VE：土井理沙（#1）、高橋正直（#4）、山下悠介（#6）
- MIX：加瀬悦史（#1・2・4 - 6）
- 照明：加瀬弘行（fmt、#1）、本澤啓史（fmt、#2）
- 中継技術：ヴイ・ビジョンスタジオ（ヴイ→#1・3）
- TK：松下絵里（TBG、#1）、池田美香（TBG、#5）
- 美術進行：椛田学（#1・2・4・6）、高田修司（#3）、林政之（#5）
- 大道具操作：桜井和則（#6）
- アクリル装飾：相田雄一（#5）
- 電飾：井野岡利保（#2）
- メイク：アートメイク・トキ（#6）
- 編集：増田功紀（麻布プラザ、#1）、斉藤良太・花城卓恭・細川孝幸・相馬貴志・鈴木海渡（共にヌーベルアージュ、斉藤→#2、花城→#2 - 4、相馬→#4・6、細川→#5、鈴木→#6）
- MA：船木拓也（麻布プラザ、#1）、志村武浩・安河内隆文・井坂拓人（共にヌーベルアージュ、志村→#3、安河内→#4、井坂→#6）
- オフライン編集：森岡早苗（#4・5）
- ロケ技術：EAT（#1）、Sala（#1）、ファーストハンド（#2）、MABU、イルージョン、テックサービス
- 中継システム：PRESS MAN
- イラスト：グレートインターナショナル
- 協力
  - ＃1：円谷プロダクション、NarkuSSJ4、MERIDIEN、REVEX、APEX
- 撮影協力：阪神交易、大磯エビナール（#2）、MINI-A-LINE、セキュリティハウス、江戸川病院（3社共全て→#3）
- 海外コーディネーター
  - ＃1：THAI MIKASA、ミールネットワークソリューション、嘉山正太、メキシコ観光
- リサーチ：フルタイム、坂田景子、島田真吾、塚本将太、小島隆仁、日高雄貴、吉香、JFK、有山和希
- 編成：藤原麻知（TBS、#1）、嵯峨祥平（TBS、#2 - 6）
- 宣伝：國井（TBS、#6）
- FD：濱野英典、古川観、藤倉知広
- AD：松山浩之（#1）、鐃平名世季、富田愛梨、武井奈々、清沢大地、羽佐田侑宇、井関雅之、吉野達希、近寛子、高田馨、程塚彩、矢澤永吉
- ディレクター：加賀谷健吾（加賀谷→#1・4はディレクター、#3は演出）、河野亮（#1・2）、中澤俊幸（中澤→#4・5は演出のみ）、高橋康弘、桑山ゆうり、大塚大智、舩津翔（#3）、青木達生（#3）、高橋幸子、斉木敏人（斉木→#1はAD、#2・4・5はディレクター）
- ディレクター→演出：原田誠之（#1はディレクター、#2は演出）
- 製作：AWAS（#2 - 6）